# Бабак Віталій Павлович
Віта́лій Па́влович Баба́к  (нар. 15 лютого 1954, Лубни, УРСР) — академік НАН України, доктор технічних наук, професор, Заслужений діяч науки і техніки України, лауреат Державної премії України в галузі науки і техніки, лауреат премій НАН України імені Г. Ф. Проскури (2016) та імені В. І. Толубинського (2020).
В період 1998—2007 роках — ректор Національного авіаційного університету, з 2010 р. — завідувач відділу діагностики і оптимізації в енергетиці Інституту технічної теплофізики [Архівовано 18 грудня 2014 у Wayback Machine.] НАН України.

## Біографія
Народився 15 лютого 1954 року у місті Лубни Полтавської області в родині робітників.
Після закінчення у 1977 році з відзнакою Київського політехнічного інституту працював в ньому на посадах інженера, молодшого наукового співробітника, асистента. У 1981 році захистив дисертацію на здобуття наукового ступеня кандидата технічних наук. У 1981 — 1984 роках працював секретарем комітету комсомолу КПІ та секретарем Київського міському комсомолу. З 1984 року — старший викладач, доцент, докторант, професор, завідувач кафедри, заступник декана приладобудівного факультету КПІ. В 1994 року йому було присвоєно вчене звання професора, а в 1995 року — доктора технічних наук.
З березня 1995 року обіймав посаду начальника Головного управління акредитації Міністерства освіти України, а з грудня того ж року — заступник міністра освіти України (з питань вищої освіти).
У 1997 р. йому присвоєно почесне звання «Заслужений діяч науки і техніки України», а в 2001 р. — присуджено Державну премію України в галузі науки і техніки. У 2003 р. його обрано членом-кореспондентом НАН України зі спеціальності «діагностика бортових енергосистем».

## Громадська діяльність
- 1981—1984 — секретар комітету комсомолу КПІ та секретар Київського міського комсомолу;
- 1994—2008 — член атестаційної колегії МОН України;
- 2000—2008 — член колегії Державної авіаційної служби Міністерства транспорту України;
- 2002—2006 — депутат Київської міської ради V скликання;
- з 2004 — член комісії з енергетики Комітету з Державних премій України в галузі науки і техніки;
- з 2006 — член бюро Відділення фізико-технічних проблем енергетики НАН України; член двох спеціалізованих учених рад із захистудокторських дисертацій, редколегій українських і зарубіжних наукових журналів;
- 2006—2008 — депутат Київської міської ради VI скликання.

## Нагороди та премії
- Почесна грамота Кабінету Міністрів України (1999);
- Орден «За заслуги» III ступеня (2003);
- Почесна грамота Верховної Ради України (2004);
- Орден «За заслуги» ІІ ступеня (2006).

## Наукові праці
В. П. Бабак — автор понад 450 наукових праць, серед яких 12 монографій, 40 підручників, навчальних посібників та словників, 50 авторських свідоцтв на винаходи й патенти.
Найвідоміші праці:
- «Microwave technologies in telecommunication systems» (2002);
- «Конструкційні та функціональні матеріали» (2003);
- «Супутникова радіонавігація» (2004);
- «Безпека авіації» (2004);
- «Problems of analysis and synthesis of automatic control systems» (2005);
- «Сигнали і спектри» (2005);
- «Російсько-українсько-англійський словник термінів з інформаційних технологій» (2006);
- «Self-adapting information system» (2007);
- «Вимірювання параметрів електричних сигналів» (2008);
- «Теоретичні основи захисту інформації» (2008, 2012);
- «Теоретичні основи інформаційно-вимірювальних систем» (2014).

## Наукова діяльність
В. П. Бабак — провідний український учений в галузі енергетики та інформаційних технологій, зокрема діагностики енергосистем, захисту інформації та оброблення сигналів, енергоощадження, моніторингу й оптимізації в теплоенергетиці.
Він зробив істотний внесок у розвиток теорії діагностики бортових енергосистем та оброблення томографічної інформації, одержавши низку результатів, що мають принципове значення.
Розроблено методи прецизійного апаратурного вимірювання фазових зсувів гармонічних сигналів у разі низького співвідношення сигнал/шум і прецизійні оптико-електронні калібратори фазових зсувів. Вони стали фундаментом для:
- створення прецизійних ультразвукових приладів неруйнівного контролю та технічної діагностики для визначення фізико-механічних властивостей композиційних, нерудних і полімерних матеріалів, матеріалів на основі алюмінію;
- приладів для контролю рідини, витратомірів.

Запропоновано теоретичні засади оброблення даних під час діагностики енергосистем на основі амплітудно-фазового, частотного та поляризаційного аналізу сигналів.
Створено:
- методи підвищення розрізнювальної здатності та поліпшення якості зображень систем ультразвукового неруйнівного контролю;
- моделі УЗ-сигналів і систем з формуванням зображень дефектів структури речовини;
- способи підвищення розрізнювальної здатності УЗ-систем шляхом цифрової інваріантної фільтрації і точності УЗ-засобів товщинометрії на основі амплітудно-фазового аналізу.

Розроблено узагальнену концепцію та моделі комп'ютерної томографії, а також способи покращення розрізнювальної здатності систем комп'ютерної томографії і способи діагностики матеріалів авіакосмічного призначення на основі методів низькошвидкісного удару та вільних коливань.
Теоретично обґрунтовано і створено мобільні системи акусто-емісійної діагностики й локації місцеположення дефектів, що розвиваються.
Запропоновано моделі сигналів акустичної емісії під час розвитку процесів руйнування; визначено інформативні параметри сигналів і закономірності кінетики процесів руйнування за сигналами акустичної емісії; розроблено концепцію побудови мобільних систем технічної діагностики з використанням сучасних комп'ютерних технологій і гнучких програмних засобів керування й оброблення інформації, способи контролю, визначення та прогнозування фізико-механічних властивостей різних матеріалів і виробів.
За результатами досліджень створено оригінальні методики технічного діагностування матеріалів та виробів, запропоновано й реалізовано методи комплексного виявлення, локалізації і розпізнавання класів дефектів аерокосмічних систем.
Розроблено та вдосконалено параметричні методи діагностування силових бортових енергосистем у процесі їх експлуатації. Створено метод діагностування однієї з основних складових енергосистем літального апарата — проточної частини двигуна за параметрами, що вимірюються в процесі експлуатації. Для реалізації цієї методики було досліджено питання інформативності діагностичних ознак, побудови діагностичних матриць, вибору методів ідентифікації технічного стану двигуна, а також локалізації місця несправності.
Уперше в практиці експлуатації авіаційної техніки запропоновано метод діагностування газотурбінних двигунів (ГТД) на несталих режимах за комплексами газодинамічних параметрів бортової енергосистеми. Розроблено методи автоматизації процесів діагностування бортових енергосистем, які стали підґрунтям для математичних моделей робочого процесу ГТД на сталих і несталих режимах його роботи; сформульовано концепцію побудови експертних систем оцінювання технічного стану ГТД на основі штучного інтелекту з використанням теорії нейронних мереж.
Уперше в Україні створено програмний комплекс з оброблення експериментальної діагностичної інформації (NUMERI). Розроблені за безпосередньою участю В. П. Бабака методи, технології та обладнання широко впроваджено на підприємствах України і Росії, таких як ВО «Південмаш», АНТК ім. О. К. Антонова, ВО «МІГ» (м. Комсомольськ-на-Амурі), ВАТ «УкрНДІ авіаційних технологій», Укрспецекспорт, ВО ім. Артема, Чорнобильська АЕС та ін.

### Ректорство НАУ
У жовтні 1998 року наказом міністра освіти України призначений ректором Київського міжнародного університету цивільної авіації. З листопада 2000 року — ректор Національного авіаційного університету [Архівовано 20 січня 2017 у Wayback Machine.] (НАУ).
Під керівництвом ректора Бабака В. П. в університеті здійснено значні структурні перетворення: реорганізовано та створено нові кафедри (65), факультети, інститути та відокремлені підрозділи, в тому числі Інститут інформаційно-діагностичних систем [Архівовано 9 січня 2015 у Wayback Machine.], Інститут новітніх технологій [Архівовано 14 липня 2013 у Wayback Machine.], Інститут заочного та дистанційного навчання [Архівовано 9 січня 2015 у Wayback Machine.], Інститут післядипломного навчання, Науково-дослідний інститут авіації. Розроблено нові навчальні програми, відкрито нові спеціальності, проводиться робота з оновлення навчальної бази, впроваджуються нові освітянські технології, покращуються умови навчання та відпочинку студентів. За його ініціативою та безпосередньої участі на базі університету створюється Державний музей авіації України [Архівовано 6 січня 2015 у Wayback Machine.].
За ініціативи ректора у 2001 році на базі університету створено і відкрито Європейський регіональний навчальний центр ІСАО з підготовки державних інспекторів з безпеки польотів та льотної придатності повітряних суден. Він є членом колегії Державного департаменту авіаційного транспорту України, членом комісій з енергетики Комітету по державних преміях України в галузі науки і техніки та науково-технічної ради Державної комісії з питань оборонно-промислового комплексу України.
Під керівництвом В. П. Бабака в 2006 р. НАУ став членом Міжнародної та Європейської асоціацій університетів. В цей же час в університеті виконується низка міжнародних науково-технічних проектів, державних та відомчих науково-технічних програм з розроблення теоретичних засад і технологій діагностики енергетичних систем та їх елементів, впроваджено сучасні технології оброблення сигналів і захистуінформації. 

### Робота в Інституті технічної теплофізики
З 2010 р. В. П. Бабак очолює відділ діагностики і оптимізації в енергетиці Інститут технічної теплофізики НАН України. Метою його наукових робіт є дослідження методів оптимізації теплообміну, розроблення та впровадження систем регулювання теплоспоживання, в тому числі з сонячними колекторами й акумуляторами тепла, які забезпечують 25–40 % економії теплової енергії, що перевищує ефективність відомих вітчизняних і зарубіжних систем. Запропоновано й досліджено метод визначення вмісту залишкового кисню в продуктах згорання газових котлів потужністю до 3,5 МВт з використанням оригінального зондового альфа-індикатора для подальшого введення зворотного зв'язку в системах регулювання співвідношення газ-повітря.